# La Nona Ora
La Nona Ora (pol. Dziewiąta godzina) – rzeźba-instalacja autorstwa włoskiego artysty Maurizia Cattelana z 1999 roku, z nurtu sztuki konceptualnej.

## Charakterystyka
Tytuł rzeźby oznacza 9. godzinę – czas śmierci Jezusa Chrystusa według Ewangelii. Dzieło przedstawia hiperrealistycznie naturalnych rozmiarów postać papieża Jana Pawła II leżącego na czerwonym suknie, przygniecionego przez czarny meteoryt o wadze 60 kg. Rzeźba jest wykonana z wosku, żywicy poliestrowej, tkaniny, natomiast meteoryt to skała wulkaniczna; obok rzeźby leżało także rozsypane szkło. Dzieło występowało w dwóch wersjach różniących się twarzą papieża oraz zastosowaną odzieżą.

## Historia
Dzieło sztuki konceptualnej La Nona Ora powstało w 1999 roku. Daniel Druet wykonał dla Catellana figurę papieża na potrzeby omawianej instalacji. Instalację eksponowano w Bazylei w Kunsthalle Basel (w postaci stojącej; od października do listopada 1999 roku), w Wenecji i Londynie w Royal Academy of Arts (wystawa pt. Apocalypse: Beauty And Horror in Contemporary Art od września do grudnia 2000 roku, dzieło prezentowano w sąsiedztwie wideo z kopulującą parą).
Ekspozycję w Warszawie zaproponował szwajcarski kurator Harald Szeemann. Druga wersja rzeźby była wystawiana w Zachęcie w 2000 roku, na wystawie z okazji stulecia istnienia tejże galerii pt. Uważaj wychodząc z własnych snów. Możesz się znaleźć w cudzych. Artysta nie odwiedził warszawskiej ekspozycji. Medialne zamieszanie wokół dzieła wynikło po części z błędnego komunikatu prasowego Polskiej Agencji Prasowej, która błędnie podała, że dzieło jest eksponowane obok wideo z kopulującą parą (jak to miało miejsce w Londynie). Wojciech Cejrowski próbował zakryć dzieło za pomocą białego prześcieradła w obecności kamer, jednak powstrzymała go ochrona. 21 grudnia 2000 roku posłanka Halina Nowina Konopka i poseł Witold Tomczak weszli na wystawę w Zachęcie; Konopka zajęła się odwracaniem uwagi ochrony, a Tomczak zrzucił „meteoryt” z posągu, przy czym oderwał część lewej nogi rzeźby papieża. Posłowie próbowali także ustawić figurę papieża w pozycji stojącej. Poseł Witold Tomczak motywował swoje działanie sprzeciwem wobec profanacji osoby papieża Jana Pawła II (powiedział: Zniszczyłem to, ponieważ oczekiwali tego moi wyborcy). Zdarzenie sfotografowali dziennikarze „Super Expressu”. Na skutek działań posłów wystawa została zamknięta. Tomczak wystosował list do premiera Jerzego Buzka, w którym zażądał zamknięcia wystawy, dymisji Andy Rottenberg ze stanowiska dyrektora Zachęty i wszczęcia wobec niej śledztwa; ostatecznie Anda Rottenberg złożyła rezygnację ze stanowiska. Tomczak został oskarżony o zniszczenie dzieła sztuki, ostatecznie sąd wydał wyrok po 16 latach, odstąpił od wymierzenia kary, a poseł został ułaskawiony przez prezydenta Andrzeja Dudę w 2017 roku.
Dzieło w pierwszej wersji zostało sprzedane w 2001 roku w domu aukcyjnym Christie’s za 886 tysięcy dolarów nabywcy ze Stanów Zjednoczonych. Rzeźba była prezentowana w Muzeum Guggenheima w Nowym Jorku w 2011 roku, we Francji w 2013 i 2014 roku w Muzeum Sztuk Pięknych w Rennes, a także w Wielkiej Brytanii w Blenheim Palace w 2019 roku.

## Interpretacje
Zdaniem Piotra Kosiewskiego dzieło ukazuje zmaganie się papieża ze światem i własną cielesnością. Meteoryt może też symbolizować grzechy i cierpienia członków Kościoła, które spadają na papieża. Historyk Stach Szabłowski uważał, że utwór ten jest niejednocznaczny zarówno pod względem etycznym, jak i estetycznym. Sam artysta pozytywnie oceniał postać Jana Pawła II w zakresie jego podejścia do wiary katolickiej, a meteoryt wpadający przez sufit traktuje jako ponadludzką siłę wyższą. Z drugiej strony wyznał, że pragnął skonfrontować religię z bluźnierstwem, tak, jak to zachodzi w codziennym życiu. Według autora pierwsza warstwa interpretacji tego utworu jest podszyta ironią, natomiast druga jest śmiertelnie poważna.

## Recepcja
Dzieło to przyniosło Maurizio Catellanowi światową sławę i jest to jego najbardziej znana praca. Rzeźba jednak została uznana przez środowiska prawicowe za świętokradczą oraz obrażającą uczucia religijne. Powszechny odbiór instalacji zakładał symbolikę upadku Kościoła i papiestwa. Do prokuratury wpłynęło kilkadziesiąt tysięcy listów oburzonych katolików. Prezydent Aleksander Kwaśniewski wydał oświadczenie, w którym twierdził, że dzieło nie ma charakteru bluźnierczego i stanowi alegorię brzemienia nałożonego na papieża przez Boga.

## Nawiązania
Do rzeźby nawiązywała instalacja Jerzego Kaliny pt. Zatrute źródło ze statuą Jana Pawła II unoszącego nad głową kamień, którą ustawiono przed siedzibą Muzeum Narodowego w Warszawie w 2020 roku, a także sekwencja w czołówce serialu Młody papież (gdzie pojawia się scena uderzenia papieża meteorytem) oraz wystawa grupy The Krasnals z 2011 roku pt. Polka podnosząca Meteoryt z Papieża. 21:37. W 2008 roku Marek Sobczyk stworzył obraz Eurodeputowani atakują instalację (Taniec), który w centrum kompozycji prezentuje postać leżącej figury papieża.